# Giro d'Italia 2024
Il Giro d'Italia 2024, centosettesima edizione della corsa, valevole come prova dell'UCI World Tour 2024, si svolse in ventuno tappe dal 4 al 26 maggio 2024 per un totale di 3 317,5 km con partenza da Venaria Reale, in Piemonte, e arrivo a Roma (per la seconda volta consecutiva e sesta nella storia della corsa). La vittoria fu appannaggio dello sloveno Tadej Pogačar, che completò il percorso in 79h14'03", davanti al colombiano Daniel Martínez e al britannico Geraint Thomas.
Con sei vittorie di tappa, Pogačar è insieme a Eddy Merckx (1973) il corridore che nel dopoguerra si è imposto nella classifica generale conquistando il maggior numero di tappe.

## Tappe
| Tappa  | Data      | Percorso                                                             | km      | Vincitore di tappa     | Leader cl. generale |
| ------ | --------- | -------------------------------------------------------------------- | ------- | ---------------------- | ------------------- |
| 1ª     | 4 maggio  | Venaria Reale > Torino                                               | 140     | Jhonatan Narváez       | Jhonatan Narváez    |
| 2ª     | 5 maggio  | San Francesco al Campo > Biella (Santuario di Oropa)                 | 161     | Tadej Pogačar          | Tadej Pogačar       |
| 3ª     | 6 maggio  | Novara > Fossano                                                     | 166     | Tim Merlier            | Tadej Pogačar       |
| 4ª     | 7 maggio  | Acqui Terme > Andora                                                 | 190     | Jonathan Milan         | Tadej Pogačar       |
| 5ª     | 8 maggio  | Genova > Lucca                                                       | 178     | Benjamin Thomas        | Tadej Pogačar       |
| 6ª     | 9 maggio  | Viareggio (Torre del Lago Puccini) > Rapolano Terme                  | 180     | Pelayo Sánchez         | Tadej Pogačar       |
| 7ª     | 10 maggio | Foligno > Perugia (cron. individuale)                                | 40,6    | Tadej Pogačar          | Tadej Pogačar       |
| 8ª     | 11 maggio | Spoleto > Prati di Tivo                                              | 152     | Tadej Pogačar          | Tadej Pogačar       |
| 9ª     | 12 maggio | Avezzano > Napoli                                                    | 214     | Olav Kooij             | Tadej Pogačar       |
|        | 13 maggio | giorno di riposo                                                     |         |                        |                     |
| 10ª    | 14 maggio | Pompei > Cusano Mutri (Bocca della Selva)                            | 142     | Valentin Paret-Peintre | Tadej Pogačar       |
| 11ª    | 15 maggio | Foiano di Val Fortore > Francavilla al Mare                          | 207     | Jonathan Milan         | Tadej Pogačar       |
| 12ª    | 16 maggio | Martinsicuro > Fano                                                  | 193     | Julian Alaphilippe     | Tadej Pogačar       |
| 13ª    | 17 maggio | Riccione > Cento                                                     | 179     | Jonathan Milan         | Tadej Pogačar       |
| 14ª    | 18 maggio | Castiglione delle Stiviere > Desenzano del Garda (cron. individuale) | 31,2    | Filippo Ganna          | Tadej Pogačar       |
| 15ª    | 19 maggio | Manerba del Garda > Livigno (Mottolino)                              | 222     | Tadej Pogačar          | Tadej Pogačar       |
|        | 20 maggio | giorno di riposo                                                     |         |                        |                     |
| 16ª    | 21 maggio | Lasa (Oris) > Santa Cristina Valgardena (Monte Pana)                 | 118,7   | Tadej Pogačar          | Tadej Pogačar       |
| 17ª    | 22 maggio | Selva di Val Gardena > Passo Brocon                                  | 159     | Georg Steinhauser      | Tadej Pogačar       |
| 18ª    | 23 maggio | Fiera di Primiero > Padova                                           | 178     | Tim Merlier            | Tadej Pogačar       |
| 19ª    | 24 maggio | Mortegliano > Sappada                                                | 157     | Andrea Vendrame        | Tadej Pogačar       |
| 20ª    | 25 maggio | Alpago > Bassano del Grappa                                          | 184     | Tadej Pogačar          | Tadej Pogačar       |
| 21ª    | 26 maggio | Roma (Eur) > Roma                                                    | 125     | Tim Merlier            | Tadej Pogačar       |
| Totale | Totale    | Totale                                                               | 3 317,5 |                        |                     |

## Squadre e corridori partecipanti
Alla competizione hanno preso parte 22 squadre: le diciotto iscritte all'UCI World Tour 2024, e le quattro squadre invitate, ovverosia il Team Polti Kometa, la VF Group-Bardiani CSF-Faizanè, l'Israel-Premier Tech e la Tudor Pro Cycling Team, tutte di categoria UCI ProTeam, ciascuna delle quali composta da otto corridori, per un totale di 176 ciclisti.
| N.      | Cod. | Squadra                         |
| ------- | ---- | ------------------------------- |
| 1-8     | IGD  | Ineos Grenadiers                |
| 11-18   | ADC  | Alpecin-Deceuninck              |
| 21-28   | ARK  | Arkéa-B&B Hotels                |
| 31-38   | AST  | Astana Qazaqstan Team           |
| 41-48   | BOH  | Bora-Hansgrohe                  |
| 51-58   | COF  | Cofidis                         |
| 61-68   | DAT  | Decathlon AG2R La Mondiale Team |
| 71-78   | EFE  | EF Education-EasyPost           |
| 81-88   | GFC  | Groupama-FDJ                    |
| 91-98   | IWA  | Intermarché-Wanty               |
| 101-109 | IPT  | Israel-Premier Tech             |

| N.      | Cod. | Squadra                       |
| ------- | ---- | ----------------------------- |
| 111-118 | LDT  | Lidl-Trek                     |
| 121-128 | MOV  | Movistar Team                 |
| 131-138 | SOQ  | Soudal Quick-Step             |
| 141-148 | DSM  | Team DSM-Firmenich PostNL     |
| 151-158 | JAY  | Team Jayco AlUla              |
| 161-168 | PTK  | Team Polti Kometa             |
| 171-178 | TVL  | Team Visma-Lease a Bike       |
| 181-188 | TUD  | Tudor Pro Cycling Team        |
| 191-198 | UAD  | UAE Team Emirates             |
| 201-208 | VBF  | VF Group-Bardiani CSF-Faizanè |
| 211-218 | TBV  | Bahrain Victorious            |

## Dettagli delle tappe

### 1ª tappa
- 4 maggio: Venaria Reale > Torino – 140 km

Risultati
| Pos. | Corridore        | Squadra | Tempo    |
| ---- | ---------------- | ------- | -------- |
| 1    | Jhonatan Narváez | Ineos   | 3h14'23" |
| 2    | M. Schachmann    | Bora    | s.t.     |
| 3    | Tadej Pogačar    | UAE     | s.t.     |

| Pos. | Corridore        | Squadra | Tempo    |
| ---- | ---------------- | ------- | -------- |
| 1    | Jhonatan Narváez | Ineos   | 3h14'13" |
| 2    | M.Schachmann     | Bora    | a 3"     |
| 3    | Tadej Pogačar    | UAE     | a 6"     |

### 2ª tappa
- 5 maggio: San Francesco al Campo > Biella (Santuario di Oropa) – 161 km

Risultati
| Pos. | Corridore       | Squadra | Tempo    |
| ---- | --------------- | ------- | -------- |
| 1    | Tadej Pogačar   | UAE     | 3h54'20" |
| 2    | Daniel Martínez | Bora    | a 27"    |
| 3    | Geraint Thomas  | Ineos   | s.t.     |

| Pos. | Corridore       | Squadra | Tempo    |
| ---- | --------------- | ------- | -------- |
| 1    | Tadej Pogačar   | UAE     | 7h08'29" |
| 2    | Geraint Thomas  | Ineos   | a 45"    |
| 3    | Daniel Martínez | Bora    | s.t.     |

### 3ª tappa
- 6 maggio: Novara > Fossano – 166 km

Risultati
| Pos. | Corridore      | Squadra    | Tempo    |
| ---- | -------------- | ---------- | -------- |
| 1    | Tim Merlier    | Soudal     | 3h54'35" |
| 2    | Jonathan Milan | Lidl       | s.t.     |
| 3    | Biniam Girmay  | Intermachè | s.t.     |

| Pos. | Corridore       | Squadra | Tempo     |
| ---- | --------------- | ------- | --------- |
| 1    | Tadej Pogačar   | UAE     | 11h03'02" |
| 2    | Geraint Thomas  | Ineos   | a 46"     |
| 3    | Daniel Martínez | Bora    | a 47"     |

### 4ª tappa
- 7 maggio: Acqui Terme > Andora – 190 km

Risultati
| Pos. | Corridore      | Squadra | Tempo    |
| ---- | -------------- | ------- | -------- |
| 1    | Jonathan Milan | Lidl    | 4h16'03" |
| 2    | Kaden Groves   | Alpecin | s.t.     |
| 3    | Phil Bauhaus   | Bahrain | s.t.     |

| Pos. | Corridore       | Squadra | Tempo     |
| ---- | --------------- | ------- | --------- |
| 1    | Tadej Pogačar   | UAE     | 15h19'05" |
| 2    | Geraint Thomas  | Ineos   | a 46"     |
| 3    | Daniel Martínez | Bora    | a 47"     |

### 5ª tappa
- 8 maggio: Genova > Lucca – 178 km

Risultati
| Pos. | Corridore        | Squadra | Tempo    |
| ---- | ---------------- | ------- | -------- |
| 1    | Benjamin Thomas  | Cofidis | 3h59'59" |
| 2    | Michael Valgren  | EF      | s.t.     |
| 3    | Andrea Pietrobon | Polti   | s.t.     |

| Pos. | Corridore       | Squadra | Tempo     |
| ---- | --------------- | ------- | --------- |
| 1    | Tadej Pogačar   | UAE     | 19h19'15" |
| 2    | Geraint Thomas  | Ineos   | a 46"     |
| 3    | Daniel Martínez | Bora    | a 47"     |

### 6ª tappa
- 9 maggio: Viareggio (Torre del Lago Puccini) > Rapolano Terme – 180 km

Risultati
| Pos. | Corridore          | Squadra  | Tempo    |
| ---- | ------------------ | -------- | -------- |
| 1    | Pelayo Sánchez     | Movistar | 4h01'08" |
| 2    | Julian Alaphilippe | Soudal   | s.t.     |
| 3    | Luke Plapp         | Jayco    | a 1"     |

| Pos. | Corridore       | Squadra | Tempo     |
| ---- | --------------- | ------- | --------- |
| 1    | Tadej Pogačar   | UAE     | 23h20'52" |
| 2    | Geraint Thomas  | Ineos   | a 46"     |
| 3    | Daniel Martínez | Bora    | a 47"     |

### 7ª tappa
- 10 maggio: Foligno > Perugia – Cronometro individuale – 40,6 km

Risultati
| Pos. | Corridore        | Squadra | Tempo  |
| ---- | ---------------- | ------- | ------ |
| 1    | Tadej Pogačar    | UAE     | 51'44" |
| 2    | Filippo Ganna    | Ineos   | a 17"  |
| 3    | Magnus Sheffield | Ineos   | a 49"  |

| Pos. | Corridore       | Squadra | Tempo     |
| ---- | --------------- | ------- | --------- |
| 1    | Tadej Pogačar   | UAE     | 24h12'36" |
| 2    | Daniel Martínez | Bora    | a 2'36"   |
| 3    | Geraint Thomas  | Ineos   | a 2'46"   |

### 8ª tappa

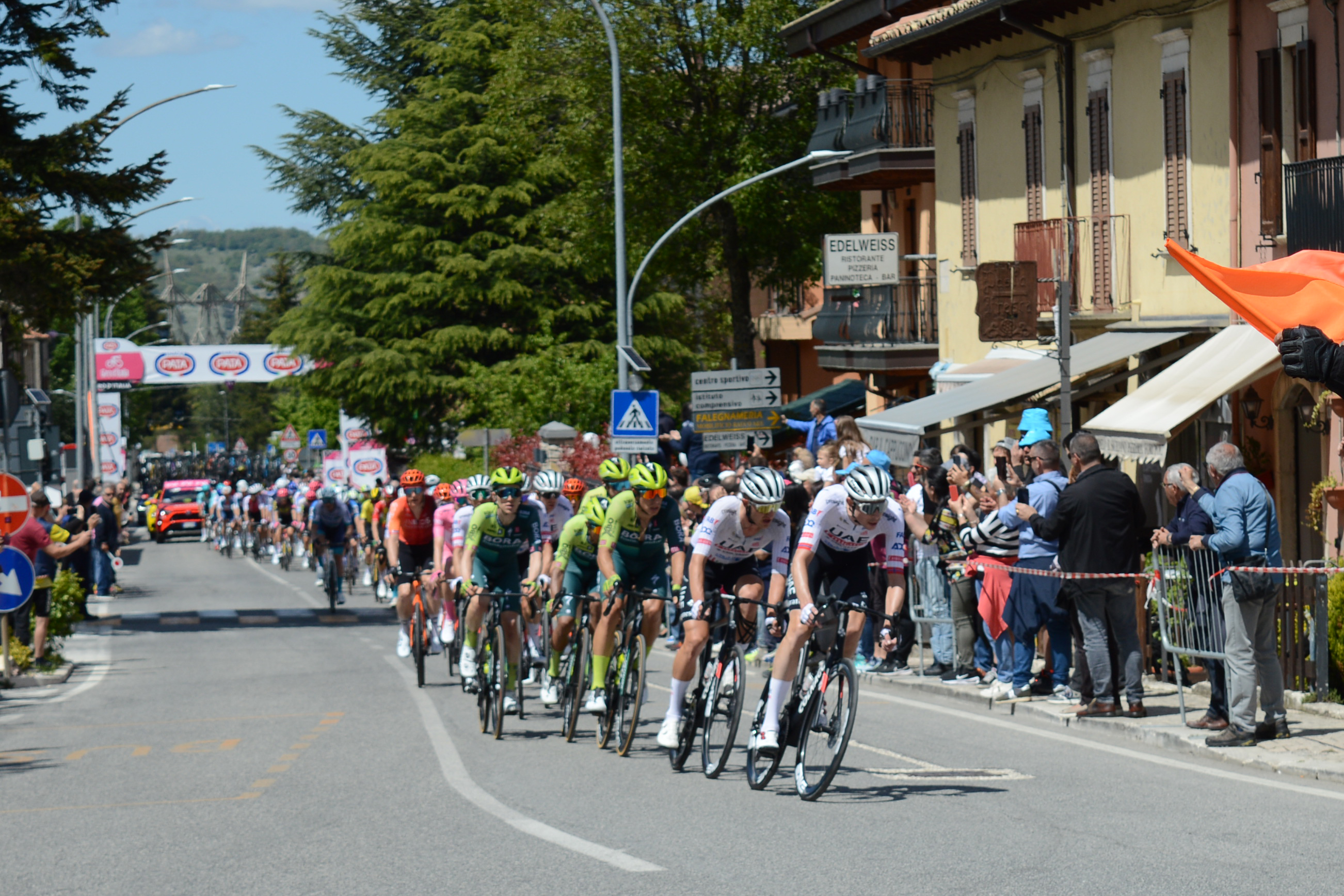
Gruppo in transito al traguardo volante di Leonessa

- 11 maggio: Spoleto > Prati di Tivo – 152 km

Risultati
| Pos. | Corridore       | Squadra   | Tempo    |
| ---- | --------------- | --------- | -------- |
| 1    | Tadej Pogačar   | UAE       | 4h02'06" |
| 2    | Daniel Martínez | Bora      | s.t.     |
| 3    | Ben O'Connor    | Decathlon | s.t.     |

| Pos. | Corridore       | Squadra | Tempo     |
| ---- | --------------- | ------- | --------- |
| 1    | Tadej Pogačar   | UAE     | 28h14'42" |
| 2    | Daniel Martínez | Bora    | a 2'40"   |
| 3    | Geraint Thomas  | Ineos   | a 2'58"   |

### 9ª tappa
- 12 maggio: Avezzano > Napoli – 214 km

Risultati
| Pos. | Corridore           | Squadra | Tempo    |
| ---- | ------------------- | ------- | -------- |
| 1    | Olav Kooij          | Visma   | 4h44'02" |
| 2    | Jonathan Milan      | Lidl    | s.t.     |
| 3    | J. Sebastián Molano | UAE     | s.t.     |

| Pos. | Corridore       | Squadra | Tempo     |
| ---- | --------------- | ------- | --------- |
| 1    | Tadej Pogačar   | UAE     | 32h59'04" |
| 2    | Daniel Martínez | Bora    | a 2'40"   |
| 3    | Geraint Thomas  | Ineos   | a 2'58"   |

### 10ª tappa
- 14 maggio: Pompei > Cusano Mutri (Bocca della Selva) – 142 km

Risultati
| Pos. | Corridore              | Squadra   | Tempo    |
| ---- | ---------------------- | --------- | -------- |
| 1    | Valentin Paret-Peintre | Decathlon | 3h43'50" |
| 2    | Romain Bardet          | DSM       | a 29"    |
| 3    | Jan Tratnik            | Visma     | a 1'01"  |

| Pos. | Corridore       | Squadra | Tempo     |
| ---- | --------------- | ------- | --------- |
| 1    | Tadej Pogačar   | UAE     | 36h46'08" |
| 2    | Daniel Martínez | Bora    | a 2'40"   |
| 3    | Geraint Thomas  | Ineos   | a 2'58"   |

### 11ª tappa
- 15 maggio: Foiano di Val Fortore > Francavilla al Mare – 207 km

Risultati
| Pos. | Corridore        | Squadra | Tempo    |
| ---- | ---------------- | ------- | -------- |
| 1    | Jonathan Milan   | Lidl    | 4h23'18" |
| 2    | Kaden Groves     | Alpecin | s.t.     |
| 3    | Giovanni Lonardi | Polti   | s.t.     |

| Pos. | Corridore       | Squadra | Tempo     |
| ---- | --------------- | ------- | --------- |
| 1    | Tadej Pogačar   | UAE     | 41h09'26" |
| 2    | Daniel Martínez | Bora    | a 2'40"   |
| 3    | Geraint Thomas  | Ineos   | a 2'56"   |

### 12ª tappa
- 16 maggio: Martinsicuro > Fano – 193 km

Risultati
| Pos. | Corridore          | Squadra | Tempo    |
| ---- | ------------------ | ------- | -------- |
| 1    | Julian Alaphilippe | Soudal  | 4h07'44" |
| 2    | Jhonatan Narváez   | Ineos   | a 31"    |
| 3    | Quinten Hermans    | Alpecin | a 32"    |

| Pos. | Corridore       | Squadra | Tempo     |
| ---- | --------------- | ------- | --------- |
| 1    | Tadej Pogačar   | UAE     | 45h22'35" |
| 2    | Daniel Martínez | Bora    | a 2'40"   |
| 3    | Geraint Thomas  | Ineos   | a 2'56"   |

### 13ª tappa
- 17 maggio: Riccione > Cento – 179 km

Risultati
| Pos. | Corridore             | Squadra | Tempo    |
| ---- | --------------------- | ------- | -------- |
| 1    | Jonathan Milan        | Lidl    | 4h02'03" |
| 2    | Stanisław Aniołkowski | Cofidis | s.t.     |
| 3    | Phil Bauhaus          | Bahrain | s.t.     |

| Pos. | Corridore       | Squadra | Tempo     |
| ---- | --------------- | ------- | --------- |
| 1    | Tadej Pogačar   | UAE     | 49h24'38" |
| 2    | Daniel Martínez | Bora    | a 2'40"   |
| 3    | Geraint Thomas  | Ineos   | a 2'56"   |

### 14ª tappa
- 18 maggio: Castiglione delle Stiviere > Desenzano del Garda – Cronometro individuale – 31.2 km

Risultati
| Pos. | Corridore       | Squadra | Tempo   |
| ---- | --------------- | ------- | ------- |
| 1    | Filippo Ganna   | Ineos   | 35'02"  |
| 2    | Tadej Pogačar   | UAE     | a 28"   |
| 3    | Thymen Arensman | Ineos   | a 1'06" |

| Pos. | Corridore       | Squadra | Tempo     |
| ---- | --------------- | ------- | --------- |
| 1    | Tadej Pogačar   | UAE     | 50h00'09" |
| 2    | Geraint Thomas  | Ineos   | a 3'41"   |
| 3    | Daniel Martínez | Bora    | a 3'56"   |

### 15ª tappa
- 19 maggio: Manerba del Garda > Livigno (Mottolino) – 222 km

Risultati
| Pos. | Corridore         | Squadra  | Tempo    |
| ---- | ----------------- | -------- | -------- |
| 1    | Tadej Pogačar     | UAE      | 6h11'43" |
| 2    | Nairo Quintana    | Movistar | a 29"    |
| 3    | Georg Steinhauser | EF       | a 2'32"  |

| Pos. | Corridore       | Squadra | Tempo     |
| ---- | --------------- | ------- | --------- |
| 1    | Tadej Pogačar   | UAE     | 56h11'42" |
| 2    | Geraint Thomas  | Ineos   | a 6'41"   |
| 3    | Daniel Martínez | Bora    | a 6'56"   |

### 16ª tappa
- 21 maggio: Lasa (Oris)[N 1] > Santa Cristina Valgardena – 118,7[N 2] km

Risultati
| Pos. | Corridore         | Squadra  | Tempo    |
| ---- | ----------------- | -------- | -------- |
| 1    | Tadej Pogačar     | UAE      | 2h49'37" |
| 2    | Giulio Pellizzari | Bardiani | a 16"    |
| 3    | Daniel Martínez   | Bora     | s.t.     |

| Pos. | Corridore       | Squadra | Tempo     |
| ---- | --------------- | ------- | --------- |
| 1    | Tadej Pogačar   | UAE     | 59h01'09" |
| 2    | Daniel Martínez | Bora    | a 7'18"   |
| 3    | Geraint Thomas  | Ineos   | a 7'40"   |

### 17ª tappa
- 22 maggio: Selva di Val Gardena > Passo Brocon – 159 km

Risultati
| Pos. | Corridore         | Squadra | Tempo    |
| ---- | ----------------- | ------- | -------- |
| 1    | Georg Steinhauser | EF      | 4h28'51" |
| 2    | Tadej Pogačar     | UAE     | a 1'24"  |
| 3    | Antonio Tiberi    | Bahrain | a 1'42"  |

| Pos. | Corridore       | Squadra | Tempo     |
| ---- | --------------- | ------- | --------- |
| 1    | Tadej Pogačar   | UAE     | 63h31'18" |
| 2    | Daniel Martínez | Bora    | a 7'42"   |
| 3    | Geraint Thomas  | Ineos   | a 8'04"   |

### 18ª tappa
- 23 maggio: Fiera di Primiero > Padova – 178 km

Risultati
| Pos. | Corridore      | Squadra | Tempo    |
| ---- | -------------- | ------- | -------- |
| 1    | Tim Merlier    | Soudal  | 3h45'44" |
| 2    | Jonathan Milan | Lidl    | s.t.     |
| 3    | Kaden Groves   | Alpecin | s.t.     |

| Pos. | Corridore       | Squadra | Tempo     |
| ---- | --------------- | ------- | --------- |
| 1    | Tadej Pogačar   | UAE     | 67h17'02" |
| 2    | Daniel Martínez | Bora    | a 7'42"   |
| 3    | Geraint Thomas  | Ineos   | a 8'04"   |

### 19ª tappa
- 24 maggio: Mortegliano > Sappada – 157 km

Risultati
| Pos. | Corridore         | Squadra   | Tempo    |
| ---- | ----------------- | --------- | -------- |
| 1    | Andrea Vendrame   | Decathlon | 3h51'05" |
| 2    | Pelayo Sánchez    | Movistar  | a 54"    |
| 3    | Georg Steinhauser | EF        | a 1'07"  |

| Pos. | Corridore       | Squadra | Tempo     |
| ---- | --------------- | ------- | --------- |
| 1    | Tadej Pogačar   | UAE     | 71h24'03" |
| 2    | Daniel Martínez | Bora    | a 7'42"   |
| 3    | Geraint Thomas  | Ineos   | a 8'04"   |

### 20ª tappa
- 25 maggio: Alpago > Bassano del Grappa – 184 km

Risultati
| Pos. | Corridore              | Squadra   | Tempo    |
| ---- | ---------------------- | --------- | -------- |
| 1    | Tadej Pogačar          | UAE       | 4h58'23" |
| 2    | Valentin Paret-Peintre | Decathlon | a 2'07"  |
| 3    | Daniel Martínez        | Bora      | s.t.     |

| Pos. | Corridore       | Squadra | Tempo     |
| ---- | --------------- | ------- | --------- |
| 1    | Tadej Pogačar   | UAE     | 76h22'13" |
| 2    | Daniel Martínez | Bora    | a 9'56"   |
| 3    | Geraint Thomas  | Ineos   | a 10'24"  |

### 21ª tappa
- 26 maggio: Roma (Eur) > Roma – 125 km

Risultati
| Pos. | Corridore      | Squadra | Tempo    |
| ---- | -------------- | ------- | -------- |
| 1    | Tim Merlier    | Soudal  | 2h51'50" |
| 2    | Jonathan Milan | Lidl    | s.t.     |
| 3    | Kaden Groves   | Alpecin | s.t.     |

| Pos. | Corridore       | Squadra | Tempo     |
| ---- | --------------- | ------- | --------- |
| 1    | Tadej Pogačar   | UAE     | 79h14'03" |
| 2    | Daniel Martínez | Bora    | a 9'56"   |
| 3    | Geraint Thomas  | Ineos   | a 10'24"  |

## Evoluzione delle classifiche
| Tappa              | Vincitore              | Classifica generale Maglia rosa | Classifica a punti Maglia ciclamino | Classifica scalatori Maglia azzurra | Classifica giovani Maglia bianca | Classifica a squadre            |
| ------------------ | ---------------------- | ------------------------------- | ----------------------------------- | ----------------------------------- | -------------------------------- | ------------------------------- |
| 1ª                 | Jhonatan Narváez       | Jhonatan Narváez                | Jhonatan Narváez                    | Lilian Calmejane                    | Alex Baudin                      | Ineos Grenadiers                |
| 2ª                 | Tadej Pogačar          | Tadej Pogačar                   | Filippo Fiorelli                    | Tadej Pogačar                       | Cian Uijtdebroeks                | Bora-Hansgrohe                  |
| 3ª                 | Tim Merlier            | Tadej Pogačar                   | Tim Merlier                         | Tadej Pogačar                       | Cian Uijtdebroeks                | Bora-Hansgrohe                  |
| 4ª                 | Jonathan Milan         | Tadej Pogačar                   | Jonathan Milan                      | Tadej Pogačar                       | Cian Uijtdebroeks                | Ineos Grenadiers                |
| 5ª                 | Benjamin Thomas        | Tadej Pogačar                   | Jonathan Milan                      | Tadej Pogačar                       | Cian Uijtdebroeks                | Ineos Grenadiers                |
| 6ª                 | Pelayo Sánchez         | Tadej Pogačar                   | Jonathan Milan                      | Tadej Pogačar                       | Cian Uijtdebroeks                | Ineos Grenadiers                |
| 7ª                 | Tadej Pogačar          | Tadej Pogačar                   | Jonathan Milan                      | Tadej Pogačar                       | Luke Plapp                       | Ineos Grenadiers                |
| 8ª                 | Tadej Pogačar          | Tadej Pogačar                   | Jonathan Milan                      | Tadej Pogačar                       | Cian Uijtdebroeks                | Decathlon AG2R La Mondiale Team |
| 9ª                 | Olav Kooij             | Tadej Pogačar                   | Jonathan Milan                      | Tadej Pogačar                       | Cian Uijtdebroeks                | Decathlon AG2R La Mondiale Team |
| 10ª                | Valentin Paret-Peintre | Tadej Pogačar                   | Jonathan Milan                      | Tadej Pogačar                       | Cian Uijtdebroeks                | Decathlon AG2R La Mondiale Team |
| 11ª                | Jonathan Milan         | Tadej Pogačar                   | Jonathan Milan                      | Tadej Pogačar                       | Antonio Tiberi                   | Decathlon AG2R La Mondiale Team |
| 12ª                | Julian Alaphilippe     | Tadej Pogačar                   | Jonathan Milan                      | Tadej Pogačar                       | Antonio Tiberi                   | Decathlon AG2R La Mondiale Team |
| 13ª                | Jonathan Milan         | Tadej Pogačar                   | Jonathan Milan                      | Tadej Pogačar                       | Antonio Tiberi                   | Decathlon AG2R La Mondiale Team |
| 14ª                | Filippo Ganna          | Tadej Pogačar                   | Jonathan Milan                      | Tadej Pogačar                       | Antonio Tiberi                   | Ineos Grenadiers                |
| 15ª                | Tadej Pogačar          | Tadej Pogačar                   | Jonathan Milan                      | Tadej Pogačar                       | Antonio Tiberi                   | Ineos Grenadiers                |
| 16ª                | Tadej Pogačar          | Tadej Pogačar                   | Jonathan Milan                      | Tadej Pogačar                       | Antonio Tiberi                   | Decathlon AG2R La Mondiale Team |
| 17ª                | Georg Steinhauser      | Tadej Pogačar                   | Jonathan Milan                      | Tadej Pogačar                       | Antonio Tiberi                   | Decathlon AG2R La Mondiale Team |
| 18ª                | Tim Merlier            | Tadej Pogačar                   | Jonathan Milan                      | Tadej Pogačar                       | Antonio Tiberi                   | Decathlon AG2R La Mondiale Team |
| 19ª                | Andrea Vendrame        | Tadej Pogačar                   | Jonathan Milan                      | Tadej Pogačar                       | Antonio Tiberi                   | Decathlon AG2R La Mondiale Team |
| 20ª                | Tadej Pogačar          | Tadej Pogačar                   | Jonathan Milan                      | Tadej Pogačar                       | Antonio Tiberi                   | Decathlon AG2R La Mondiale Team |
| 21ª                | Tim Merlier            | Tadej Pogačar                   | Jonathan Milan                      | Tadej Pogačar                       | Antonio Tiberi                   | Decathlon AG2R La Mondiale Team |
| Classifiche finali | Classifiche finali     | Tadej Pogačar                   | Jonathan Milan                      | Tadej Pogačar                       | Antonio Tiberi                   | Decathlon AG2R La Mondiale Team |

Maglie indossate da altri ciclisti in caso di due o più maglie vinte
- Nella 2ª tappa Filippo Fiorelli ha indossato la maglia ciclamino al posto di Jhonatan Narváez.
- Dalla 3ª alla 4ª e dalla 9ª alla 10ª tappa Daniel Martínez ha indossato la maglia azzurra al posto di Tadej Pogačar.
- Dalla 5ª all'8ª tappa Lilian Calmejane ha indossato la maglia azzurra al posto di Tadej Pogačar.
- Nell'11ª tappa Antonio Tiberi ha indossato la maglia bianca al posto di Cian Uijtdebroeks.[4]
- Dall'11ª alla 16ª tappa Simon Geschke ha indossato la maglia azzurra al posto di Tadej Pogačar.
- Nella 17ª tappa Christian Scaroni ha indossato la maglia azzurra al posto di Tadej Pogačar.
- Nella 18ª, 19ª e 21ª tappa Giulio Pellizzari ha indossato la maglia azzurra al posto di Tadej Pogačar.
- Nella 20ª tappa Georg Steinhauser ha indossato la maglia azzurra al posto di Tadej Pogačar.

### Altre classifiche
| Tappa              | Traguardi volanti  | Premio Fuga      | Combattività           | Intergiro        |
| ------------------ | ------------------ | ---------------- | ---------------------- | ---------------- |
| 1ª                 | Damiano Caruso     | Lilian Calmejane | Amanuel Gebreigzabhier | Lilian Calmejane |
| 2ª                 | Andrea Piccolo     | Filippo Fiorelli | Andrea Piccolo         | Filippo Fiorelli |
| 3ª                 | Filippo Fiorelli   | Filippo Fiorelli | Filippo Fiorelli       | Filippo Fiorelli |
| 4ª                 | Filippo Fiorelli   | Lilian Calmejane | Francisco Muñoz        | Lilian Calmejane |
| 5ª                 | Filippo Fiorelli   | Lilian Calmejane | Mattia Bais            | Lilian Calmejane |
| 6ª                 | Filippo Fiorelli   | Lilian Calmejane | Julian Alaphilippe     | Filippo Fiorelli |
| 7ª                 | Filippo Fiorelli   | Lilian Calmejane | non assegnata          | Filippo Fiorelli |
| 8ª                 | Filippo Fiorelli   | Lilian Calmejane | Romain Bardet          | Filippo Fiorelli |
| 9ª                 | Filippo Fiorelli   | Andrea Pietrobon | Mirco Maestri          | Kaden Groves     |
| 10ª                | Filippo Fiorelli   | Andrea Pietrobon | Jan Tratnik            | Filippo Fiorelli |
| 11ª                | Filippo Fiorelli   | Andrea Pietrobon | Edoardo Affini         | Filippo Fiorelli |
| 12ª                | Julian Alaphilippe | Andrea Pietrobon | Julian Alaphilippe     | Filippo Fiorelli |
| 13ª                | Andrea Pietrobon   | Andrea Pietrobon | Andrea Pietrobon       | Filippo Fiorelli |
| 14ª                | Andrea Pietrobon   | Andrea Pietrobon | non assegnata          | Filippo Fiorelli |
| 15ª                | Andrea Pietrobon   | Andrea Pietrobon | Nairo Quintana         | Filippo Fiorelli |
| 16ª                | Andrea Pietrobon   | Andrea Pietrobon | Julian Alaphilippe     | Filippo Fiorelli |
| 17ª                | Andrea Pietrobon   | Andrea Pietrobon | Nairo Quintana         | Filippo Fiorelli |
| 18ª                | Andrea Pietrobon   | Andrea Pietrobon | Mirco Maestri          | Filippo Fiorelli |
| 19ª                | Julian Alaphilippe | Andrea Pietrobon | Julian Alaphilippe     | Filippo Fiorelli |
| 20ª                | Andrea Pietrobon   | Andrea Pietrobon | Giulio Pellizzari      | Filippo Fiorelli |
| 21ª                | Andrea Pietrobon   | Andrea Pietrobon | Ewen Costiou           | Filippo Fiorelli |
| Classifiche finali | Andrea Pietrobon   | Andrea Pietrobon | Julian Alaphilippe     | Filippo Fiorelli |

## Classifiche finali

### Classifica generale - Maglia rosa
| Pos. | Corridore       | Squadra   | Tempo     |
| ---- | --------------- | --------- | --------- |
| 1    | Tadej Pogačar   | UAE       | 79h14'03" |
| 2    | Daniel Martínez | Bora      | a 9'56"   |
| 3    | Geraint Thomas  | Ineos     | a 10'24"  |
| 4    | Ben O'Connor    | Decathlon | a 12'07"  |
| 5    | Antonio Tiberi  | Bahrain   | a 12'49"  |
| 6    | Thymen Arensman | Ineos     | a 14'31"  |
| 7    | Einer Rubio     | Movistar  | a 15'52"  |
| 8    | Jan Hirt        | Soudal    | a 18'05"  |
| 9    | Romain Bardet   | DSM       | a 20'32"  |
| 10   | Michael Storer  | Tudor     | a 21'11"  |

### Classifica a punti - Maglia ciclamino
| Pos. | Corridore          | Squadra | Punti |
| ---- | ------------------ | ------- | ----- |
| 1    | Jonathan Milan     | Lidl    | 352   |
| 2    | Kaden Groves       | Alpecin | 225   |
| 3    | Tim Merlier        | Soudal  | 193   |
| 4    | Julian Alaphilippe | Soudal  | 132   |
| 5    | Tadej Pogačar      | UAE     | 126   |

### Classifica scalatori - Maglia azzurra
| Pos. | Corridore          | Squadra  | Punti |
| ---- | ------------------ | -------- | ----- |
| 1    | Tadej Pogačar      | UAE      | 270   |
| 2    | Giulio Pellizzari  | Bardiani | 206   |
| 3    | Georg Steinhauser  | EF       | 153   |
| 4    | Nairo Quintana     | Movistar | 114   |
| 5    | Julian Alaphilippe | Soudal   | 101   |

### Classifica giovani - Maglia bianca
| Pos. | Corridore              | Squadra   | Tempo     |
| ---- | ---------------------- | --------- | --------- |
| 1    | Antonio Tiberi         | Bahrain   | 79h26'52" |
| 2    | Thymen Arensman        | Ineos     | a 1'42"   |
| 3    | Filippo Zana           | Jayco     | a 11'10"  |
| 4    | Davide Piganzoli       | Polti     | a 19'34"  |
| 5    | Valentin Paret-Peintre | Decathlon | a 30'37"  |

### Classifica a squadre - Trofeo Super Team
| Pos. | Squadra                    | Tempo      |
| ---- | -------------------------- | ---------- |
| 1    | Decathlon AG2R La Mondiale | 238h30'07" |
| 2    | Ineos Grenadiers           | a 44'23"   |
| 3    | UAE Team Emirates          | a 1h01'50" |
| 4    | Bahrain Victorious         | a 1h20'25" |
| 5    | Movistar Team              | a 1h51'00" |